# Дагуаньюань

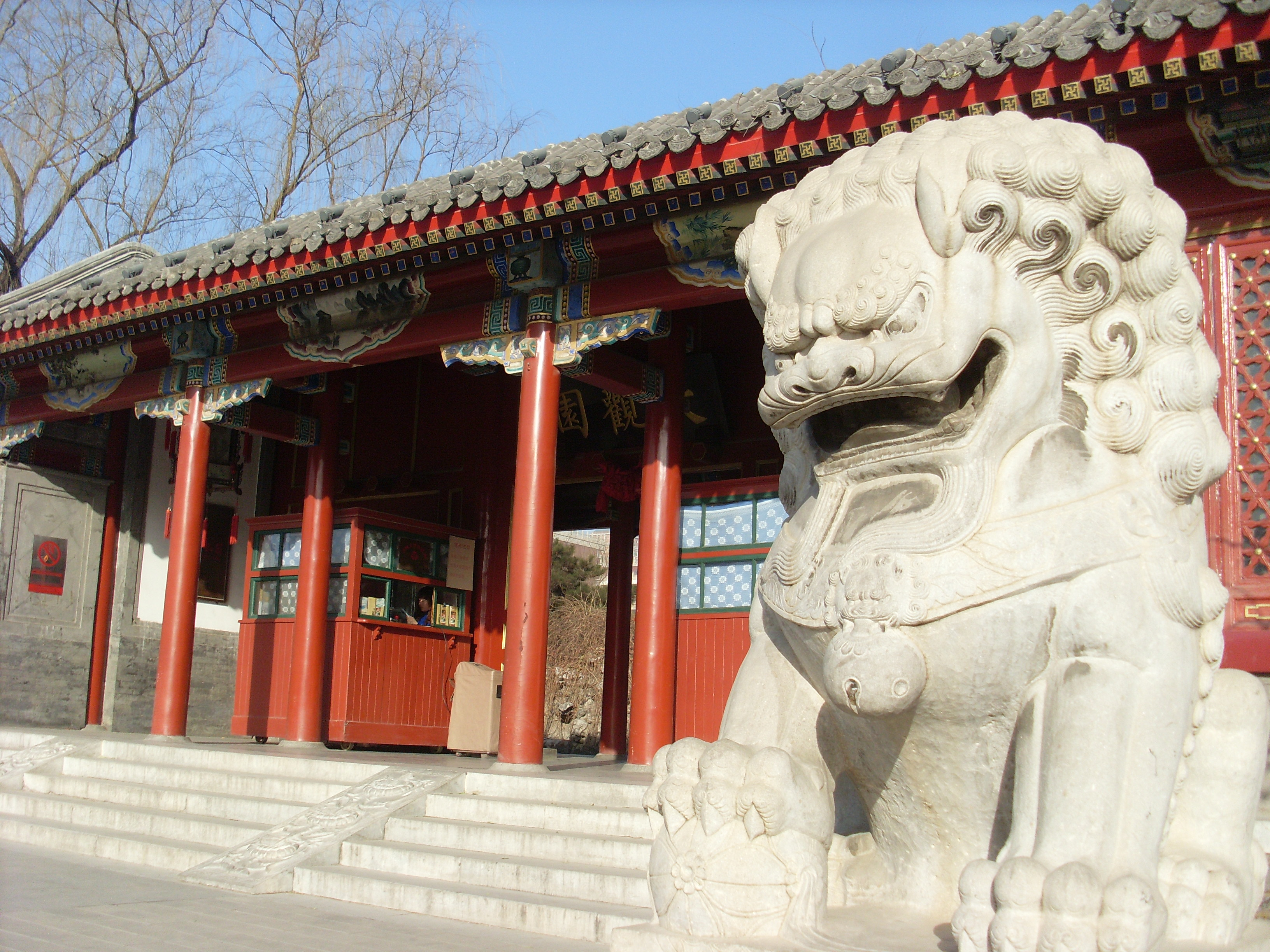
Парк Дагуаньюань. Головні ворота

Дагуаньюань (кит.: 大观园 Dàguānyuán) — парк класичного китайського садово-паркового мистецтва в Пекіні. Створено за мотивами роману «Сон у червоному теремі» і для зйомок однойменного серіалу. Перекладається як «Парк великого вигляду».

## Історія
В періоди династій Мін і Цін на цьому місці розташовувалися імператорські сільськогосподарські угіддя. У 1984 для зйомок серіалу «Сон в червоному теремі» почалося зведення парку з різними палацами та павільйонами (завершено у 1989). У роботах з його створення брали участь фахівці з роману, архітектори, дослідники культури епохи Цін. Все це дозволило з великою точністю відтворити житлові споруди і природні ландшафти, описані в романі.

## Опис
Загальна площа становить 13 га, має більш ніж 40 мальовничих місць. Вважається, що його прообразом послужила резиденція вана Гуна. Нині споруди дещо занепали, деякі з них потребують ремонту.
Навпроти входу в парк височіє рукотворна скеля, через яку прокладено досить вузький прохід. На території парку безліч будівель зі своїми садами. Великий ставок і протоки пов'язують їх у єдину композицію.
Кожен будинок має власну романтичну назву: Червона Зала Насолоди, Бамбукова галерея, Павільйон Осінньої свіжості, Павільйону теплого аромату, Павільйон у води, Галерея в Гірському саду, Обитель Опуклого смарагду. Найбільший будинок в парку — житло Цзя Юаньчунь, імператорської наложниці. У приміщеннях відтворено сцени і інтер'єри з роману «Сон в Червоному теремі». Цікавими є численні дворики біля павільйонів.
На території парку Дагуаньюань знаходиться Пекінський музей культури і мистецтва Червоного терема (红楼 文化 艺术 博物院) у південній частині парку. На північ від парку розташовано Музей культури давньої кераміки (古陶 文明 博物院).